# Carving

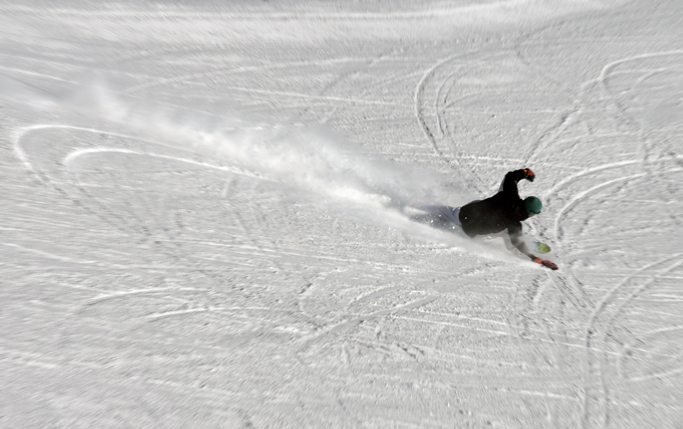
Skifahrer beim Carven, Carving-Spuren im Schnee

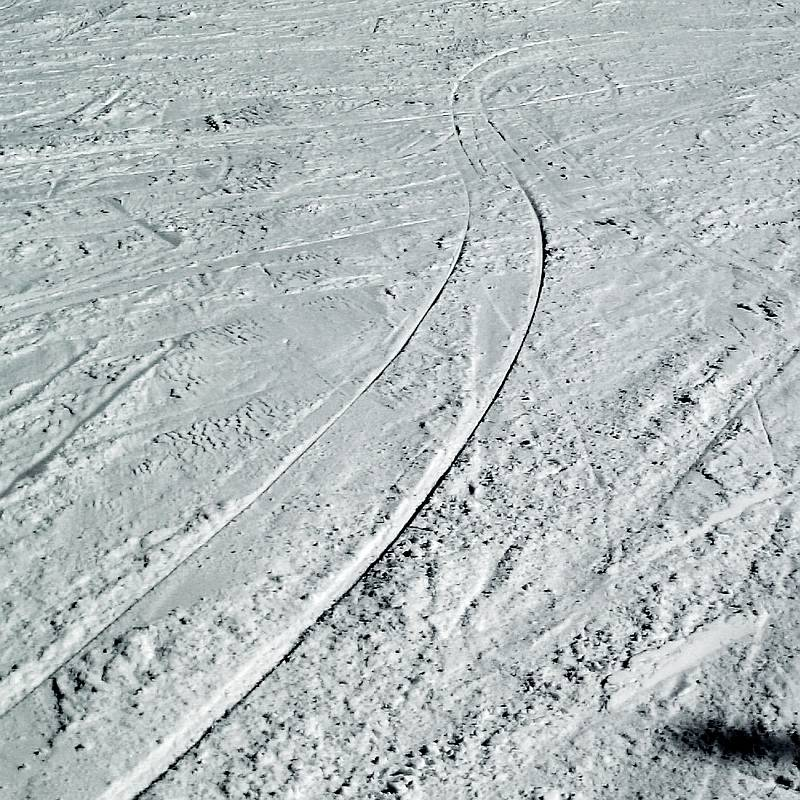
Carvingspur mit sichtbarem Kantenwechsel beim Schwungansatz

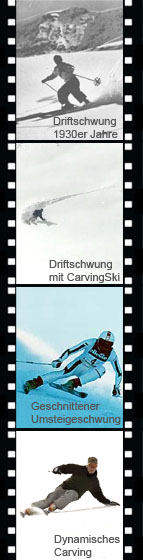
Carving-Entwicklung, Unterschied Driften/Carven

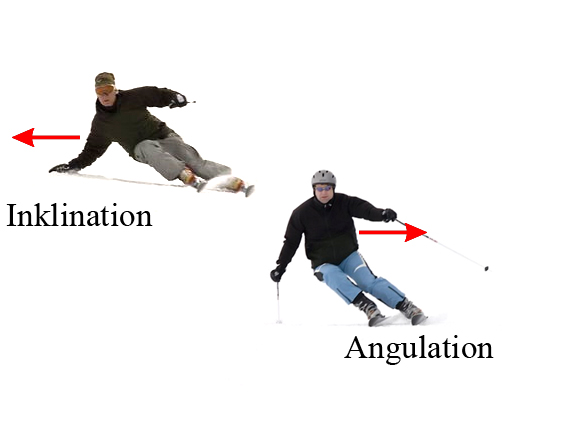
Unterschiedliche Techniken

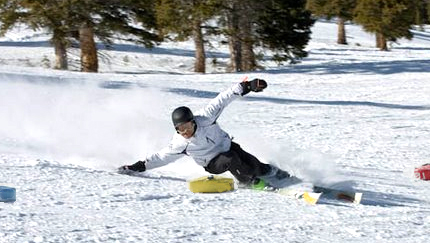
Carving Bojen Parcours

Carving (von englisch to carve – schnitzen, dt. „Scherschwung“) ist eine Weiterentwicklung des „geschnittenen Schwungs“ beim Skifahren, bei dem die Schwünge vollständig auf den Stahlkanten gefahren werden, statt durch die Kurve zu driften. Da die Ski selbst bei Kurzschwüngen nicht mehr schräg zur Fahrtrichtung gestellt werden wie beim Driften, entfällt die Bremswirkung beim Kurvenfahren. Moderne Carvingski ermöglichen diese neue Fahrtechnik durch eine stärkere Taillierung, daran angepasste Parameter des Skiaufbaus (weicher Flex bei gleichzeitig hoher Torsionssteifigkeit) und eine entsprechende Gesamtgeometrie. Beim Carving zeichnet der Ski mit den Kanten deutliche Spuren in den Schnee. Vom „Einschnitzen“ dieser Spuren leitet sich auch der Name der Technik ab.

## Entwicklung
Auf der Grundlage der in den 1980er Jahren weiterentwickelten Skier, die damals Border, Barder, Curver bzw. Carver genannt wurden, hoben die Benutzer als eigenständige Disziplin das Carving aus der Taufe. Dabei schneidet der Sportler, extrem auf den Skikanten fahrend, den Abfahrtshang entlang und vollzieht engste Kurvenfahrten. Zunächst wurde die neue Technik vorerst eher für den Freizeitsport genutzt, wo nicht zuletzt auch der Snowboardsport die Carvingtechnik durch ein unterschiedliches Bewegungsbild attraktiv machte. Erst nachdem sich Carving als neuer Trend für die Allgemeinheit durchgesetzt hatte, benutzten auch Rennläufer zunehmend stärker taillierte und kürzere Ski. Als erster Rennläufer, der eine bahnbrechende Carvingtechnik beherrschte, gilt Bode Miller. Das Carving fand in der Wintersaison 1999/2000 den Weg in den Leistungssport und zwar mit einem gesonderten FIS Carving-Cup, an dem sich 30 Rennläufer beteiligten. Bereits im Jahr 2001 wurde ein Weltmeister im Extreme-Carving vorgestellt.
Als besonderes Unterscheidungsmerkmal zum gewöhnlichen alpinen Skifahren wird beim Carving ohne Skistöcke und ohne Rennanzug gefahren. Kurvenfahrten erfolgen nicht durch Oberkörperdrehungen, sondern durch Kippen der Knie, eine gleichmäßige Hocke mit breit auseinander stehenden Skiern ist die beste Haltung.
Nur lizenzierte Sportler mit gültiger Athletenerklärung, die in der nationalen Carvingliste erscheinen, sind bei internationalen Wettkämpfen startberechtigt. Gestartet wird aus einer Box oder zumindest aus einer abgegrenzten Startzone.
Eine Jury am Veranstaltungsort, bestehend aus Renndirektor, einem Pistenverantwortlichen und dem Technischen Delegierten der FIS, überwacht das regelgerechte Verhalten.

## Carving-Technik
Carven bedeutet, den Ski aufzukanten und dessen Taillierung zum Steuern zu nutzen. Je stärker der Aufkantwinkel ist, desto schnittiger und enger werden Kurven gezogen. Dafür wird erhöhtes Tempo und eine fortgeschrittene Skifahrtechnik benötigt. Gemäß dem österreichischen Skilehrplan (2009) besteht der Carving-Schwung aus folgenden Kriterien:
- Eine ruhige, bewegungsbereite, stabile Körperposition über den Skiern
- Fahren entlang der Skitaillierung beider Ski in deutlich offener Spur
- Der Außenski ist mehr belastet und übernimmt den Hauptanteil der Steuerarbeit
- Der Innenski wird situationsgerecht mitbelastet
- Beim Kanten nehmen Innen- und Außenbein annähernd den gleichen Kippwinkel ein.
- Ständiger Bodenkontakt beider Ski wird angestrebt
- Ökonomisches Fahren mit gleichmäßigem Druckaufbau ohne abrupte Belastungswechsel ist das Ziel[3]

Das Umkanten erfolgt bereits zu Beginn des Schwungs und stellt mit der damit einhergehenden Richtungsänderung (aufgrund der Taillierung der Ski) und dem folgenden Druckaufbau die eigentliche Schwungauslösung dar.

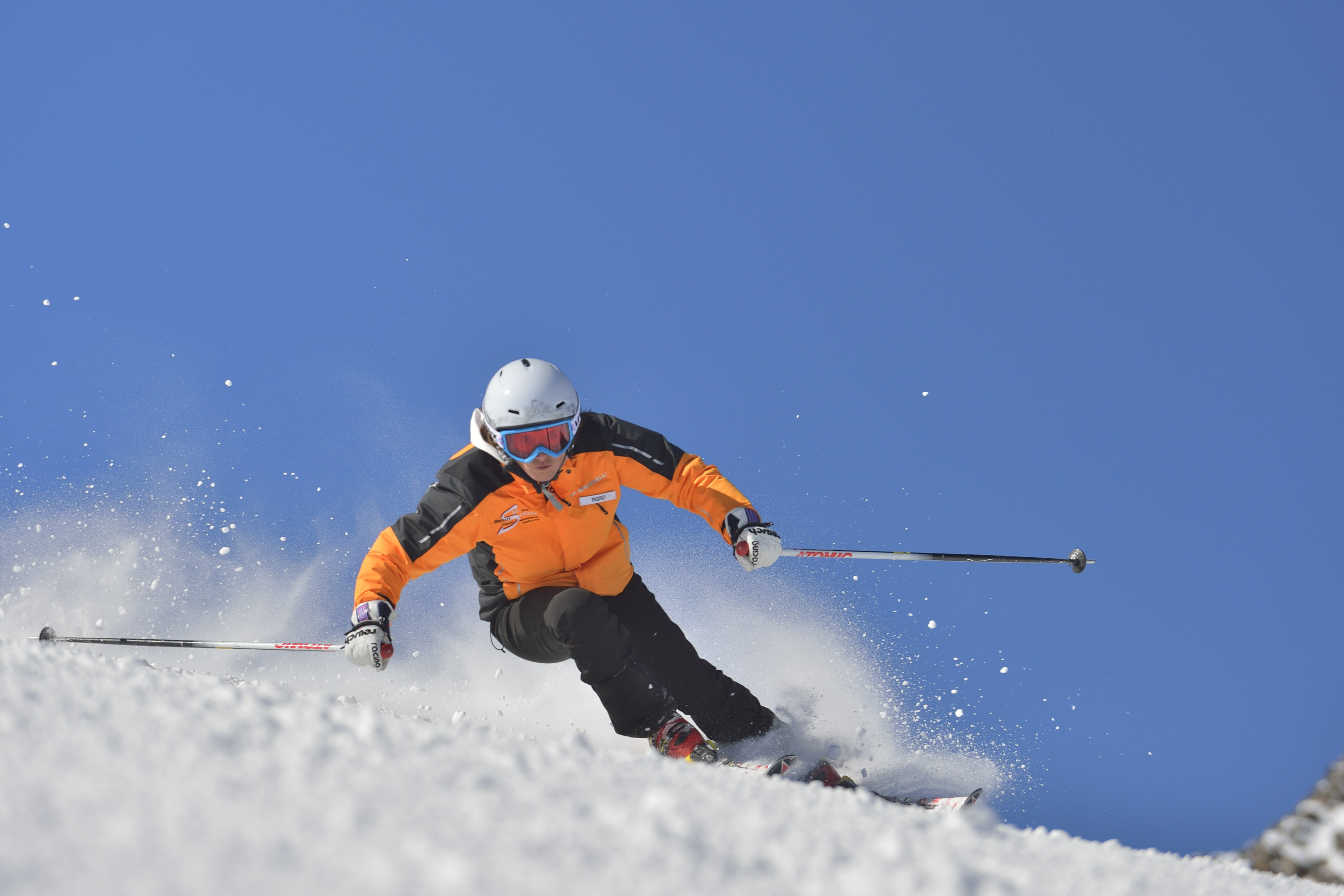
Modernes Racecarven mit Körperknick

Zur Überprüfung der korrekten Fahrposition dient in der Regel ein Check im Stand. Je nach Hanglage sind Ski, Knie, Hüfte und Schultern im gleichen Winkel leicht Richtung Tal gedreht und der Oberkörper etwas nach vorne gelehnt. Diese Haltung wird alpines Fahrverhalten genannt.
Es werden zwei grundsätzliche Techniken unterschieden, die je nach Situation angewendet werden:
- Inklination oder „Fahren über Lage“
- Angulation oder „Fahren mit Hüftknick“

## Carving in unterschiedlichem Terrain
Neben dem Carven im Schnee gibt es Fahrzeuge die ein Carven auf befestigtem Grund ermöglichen bzw. unterstützen. So der Hersteller TRIKKE mit seinen Modellen HPV für die rein manuelle Nutzung und das eV (electric Vehicle) welches elektrisch angetrieben wird.

## Carving Cup
Sowohl der Ablauf als auch das Reglement sind völlig unterschiedlich zu den Alpinskirennen. Es geht dabei nicht um Zeit, sondern um gesammelte Punkte innerhalb eines Zeitlimits. Gefahren wird statt um Stangen um im Schnee verankerte Bojen, von denen 8 bis 16 Stück insgesamt über den Hang verteilt sind. Die Bojen können in einem Abstand von 1,5 bis 5 m voneinander stehen. Für das Erreichen der jeweiligen Bojen gibt es Punkte, die am weitesten außen Aufgestellte besitzt den höchsten Schwierigkeitsgrad (5 Punkte); den Wert kann der Sportler an der Farbe erkennen: Rot = 5, Blau = 4, Gelb = 3. Außerdem soll die Wettkampfstrecke einen flachen Sprung (nicht höher als 1 m) ermöglichen und kann ein vom Kurssetzer dem Wetter, den Schneeverhältnissen und dem Können der Teilnehmer angepasstes Hindernis enthalten, z. B. kleine Schanze, Steilwandkurve, Wellenbahnen. Die Ermittlung des Siegers erfolgt im K.-o.-System.
Weil die anfangs betriebene Wettfahrt von Sportlern nacheinander für die Zuschauer völlig unattraktiv war (der Gewinner ist nicht sofort erkennbar), wurde das Reglement im Jahr 2001 so geändert, dass ein Carve Duell gefahren wird: zwei Carver fahren auf zwei Pisten direkt gegeneinander, der Bessere kommt jeweils eine Runde weiter. So müssen die Topläufer bis zu etwa fünfmal nacheinander starten.
Im Finale kann die Piste noch mit jeweils einer 1 m hohen Schneeschanze ausgestattet werden.
Gegen die Zuschauer und in der Nähe von Bäumen, Felsen usw. müssen Matten und Einfriedungen angebracht werden.
Der Modus des Carving Cups belohnt eine spektakulär gecarvte Linienwahl. Schon kurze Zeit, nachdem sich der Carving Cup international etablierte, kam es zu einer Übernahme durch den internationalen Skiverband FIS, der den Carving Cup jedoch kaum fördert. Rennen werden vorwiegend in der Schweiz und Italien ausgetragen. Die Teilnehmer gehören häufig kleinen Firmenteams an und können als reine Amateure betrachtet werden.

## Kritik
Wie bei vielen neuen Trends gab es auch bezüglich Carving sehr unterschiedliche Meinungen zu Anwendungsmöglichkeiten und Sicherheit.

### Verletzungsgefahr
Vielfach wurde angenommen, dass die Verletzungshäufigkeit durch Carvingski und Carving erhöht sei. Diese Theorien sind mittlerweile durch zahlreiche Studien widerlegt, nach denen die Zahl der Skiunfälle in den vergangenen Jahren rückläufig ist. Auch Sportmediziner, Sicherheits- und Skiexperten halten die weit verbreitete Meinung, Carvingski würden eine Gefahr für die Sicherheit auf der Piste darstellen, für falsch.

### Erhöhte Sturzgefahr durch Verschneiden
Die Meinung, dass beim Carving eine erhöhte Sturzgefahr durch Verschneiden auf der Kante gegeben sei, stammt noch aus den Anfängen der Carvingski-Entwicklung, in der sich teilweise sehr aggressive Ski auf dem Markt befanden. Diese Ski waren in ihrem Aufbau nur schlecht auf die neue Geometrie abgestimmt – häufigster Fehler war zu hohe Torsionssteifigkeit – und wurden mit sehr hohen Erhöhungsplatten angeboten, die die Rückmeldung vom Ski an den Fahrer oft sehr undeutlich machte. Sowohl extrem herausfordernde Ski als auch überdimensionierte Erhöhungsplatten wurden aus dem Angebot entfernt, da sie sich nicht als zweckmäßig erwiesen haben. Auch ein angepasstes modernes Kantentuning, bei dem belagseitig die Kanten abgehängt werden, um den Ski weniger aggressiv zu machen, gehört mittlerweile zum Standard jedes Skischleiffachbetriebs.